# 叉序獐牙菜
叉序獐牙菜（学名：Swertia divaricata），为龙胆科獐牙菜属下的一个植物种。